# Set It Off (Film)
Set it off ist ein 1996 gedrehter Film von Regisseur F. Gary Gray mit Jada Pinkett Smith, Queen Latifah, Vivica A. Fox und Blair Underwood.

## Handlung
Die Geschichte handelt von vier Freundinnen, welche zu Bankräuberinnen werden.
Frankie arbeitet in einer Bank, als diese überfallen wird. Als sich herausstellt, dass sie einen der Bankräuber flüchtig kannte, wird sie von ihrem Chef auf die Straße gesetzt. Stony arbeitet mit Cleo und Tisean für eine Reinigungsfirma, dessen Besitzer Luther sie eher schlecht als recht bezahlt. Die lesbische Cleo träumt von einem Oldtimer, Tisean ist eine alleinerziehende Mutter. Stony kümmert sich nach dem tödlichen Autounfall ihrer Eltern um ihren jüngeren Bruder Stevie, der auf die UCLA gehen soll. Alle vier verzweifeln fast an den Lebensumständen, das Geld ist immer knapp und die Aussichten mies.
Nachdem bei einer verpatzten Polizeiaktion auch noch Stonies Bruder Stevie mit einem der Bankräuber verwechselt und irrtümlich erschossen wird, fangen die vier Freundinnen an, sich nach anfänglicher Frotzelei ernsthaft mit dem Plan zu beschäftigen, eine Bank auszurauben, um damit den rassistischen und chancenlosen Zuständen in Los Angeles entgehen und ein besseres Leben führen zu können. Als die Jugendfürsorge Tisean den kleinen Sohn nach einem Unfall wegnehmen will, entschließt auch sie sich nach längerem Zögern, mitzumachen.
Die vier kundschaften eine Bank aus und machen einen konkreten Plan, um sie auszurauben.
Nachdem der erste Überfall gelungen ist, rauben die Frauen weitere Banken aus. Die Situation beginnt zu eskalieren, nachdem Luther seine Firma an den Nagel gehängt hat und die Frauen feststellen, dass das Beuteversteck an einem ihrer Arbeitsplätze leer ist. Sie finden einen übrigen Teil der Beute bei ihrem ehemaligen Chef, den Tisean beim Griff zu einer Waffe erschießt. Sie planen einen letzten Überfall. Den überlebt nur Stony, die nach Mexiko flüchtet.

### Synchronisation
Die deutschsprachige Synchronisation wurde gemacht durch Berliner Synchron GmbH nach einem Dialogbuch von Martina Marx, die Dialogregie wurde geführt durch Frank Schaff.
| Rolle                      | Darsteller            | Synchronsprecher   |
| -------------------------- | --------------------- | ------------------ |
| Lida 'Stony' Newsom        | Jada Pinkett Smith    | Dorette Hugo       |
| Cleopatra 'Cleo' Sims      | Queen Latifah         | Martina Treger     |
| Francesca 'Frankie' Sutton | Vivica A. Fox         | Ulrike Stürzbecher |
| Tisean                     | Kimberly Elise        | Carola Ewert       |
| Black Sam                  | Dr. Dre               | Jörg Hengstler     |
| Darnell                    | WC                    | Michael Bauer      |
| Det. Strode                | John C. McGinley      | Bobo Wolf          |
| Det. Waller                | Ella Joyce            | Katharina Koschny  |
| Keith Weston               | Blair Underwood       | Patrick Winczewski |
| Luther                     | Thomas Jefferson Byrd | Thomas Wolff       |
| Miss Wells                 | Anna Maria Horsford   | Karin Grüger       |
| Nate Andrews               | Charles Robinson      | Michael Telloke    |
| Nigel                      | Geoff Callan          | Thomas Petruo      |
| Stevie Newsom              | Chaz Lamar Shepherd   | Matthias Hinze     |
| Ursula                     | Samantha MacLachlan   | Suzanne Vogdt      |

## Auszeichnungen
Queen Latifah wurde 1997 für den Independent Spirit Award nominiert.
Der Film gewann 1997 den Black Film Award des Acapulco Black Film Festival in drei Kategorien:
- Beste Schauspielerin (Queen Latifah)
- Beste Regie (F. Gary Gray)
- Bester Soundtrack

F. Gary Gray gewann 1997 den Sonderpreis der Jury des Cognac Festival du Film Policier.
Andrea Martin gewann 1998 für den Song ‘Don’t Let Go (Love)’ den ASCAP Film and Television Music Award.
Der Film wurde 1997 für einen GLAAD Media Award nominiert.
Im Jahr 1997 erfolgten drei Nominierungen für den Image Award:
- Beste Schauspielerin (Queen Latifah, Jada Pinkett Smith)
- Bester Nebendarsteller (Blair Underwood)

Die Deutsche Film- und Medienbewertung FBW in Wiesbaden verlieh dem Film das Prädikat wertvoll.

## Kritik
„Ein typisches Beispiel für das zeitgenössische gewaltreiche Actionkino, jedoch mit einem Blick für ein dem Kino bislang unerschlossenes Milieu inszeniert.“